# The International Journal of Advanced Manufacturing Technology
The International Journal of Advanced Manufacturing Technology is een internationaal, aan collegiale toetsing onderworpen wetenschappelijk tijdschrift op het gebied van de regeltechniek en de productietechniek (manufacturing engineering). De naam wordt in literatuurverwijzingen meestal afgekort tot Int. J. Adv. Manuf. Tech. Het wordt uitgegeven door Springer Science+Business Media en verschijnt 36 keer per jaar. Het eerste nummer verscheen in 1985.